# マルチジャンル・ホラーRPG インセイン
『マルチジャンル・ホラーRPG インセイン』は、日本のテーブルトークRPG作品のシリーズ。作者は河嶋陶一朗・冒険企画局。新紀元社から2013年9月に発売された。

## 概要
河嶋陶一朗考案の汎用TRPGシステム「サイコロ・フィクション」を使用したシリーズ第7弾。第8弾『キルデスビジネス』と同時発売。マルチジャンル・ホラーRPGと銘打たれているとおり、幅広いホラージャンルを表現することができる。ルールブックではゴシックホラー、コズミックホラー、サイコホラー、サバイバルホラーなどが挙げられている。
プレイヤーはさまざまな事情から不幸な事件に巻き込まれてしまう人達、逢魔人（おうまがびと）となって身の回りで起こす怪事件と戦うことになる。前半がリプレイパート、後半がルールパートの構成をとる。『シノビガミ』と同様にプレイヤーキャラクターは、それぞれ秘密を持っており、秘密の探り合いが展開を左右するようになっている。プレイヤーキャラクター同士が対立する秘密がある場合は、PvPの状況にもなる。また、恐怖判定、狂気カードなど、ホラージャンルを表現したルールを特色とする。

## 世界設定
特定の時代や場所を舞台としておらず、シナリオによって自由にワールドを設定することができる。ルールブックでは特に使いやすいワールドセッティングとして以下のものが挙げられている。各セッティングにはそれぞれ専用のシーン表、【狂気】、モンスターなどが存在する。
本当は怖い現代日本
ルールブック発売時の現代日本を舞台とするワールドセッティング。
狂騒の20年代
1920年代のアメリカを舞台としたワールドセッティング。
暗黒のヴィクトリア
1890年代、ヴィクトリア時代後期のイギリスを舞台としたワールドセッティング。
繰り返される惨劇
『インセイン2 デッドループ』で追加。
様々な並行世界で、終わりなき怪異との戦いを繰り広げる。いわゆるループものを扱うキャンペーン用ワールドセッティング。
単体で使用することができず、他のワールドセッティングひとつと組み合わせて採用する必要がある。
SCPの世界
SCP財団を元とした、財団職員としてSCPに対処するワールドセッティング。
また、『インセイン2 デッドループ』では以上のワールドセッティングとは別に、齶田市（あぎたし）という架空の地方都市が使用可能な舞台として紹介されている。

## 逢魔人
本作品ではプレイヤーキャラクターは『逢魔人（おうまがびと）』と呼ばれる。
生命力と正気度の基本値は6だが、怪異分野の特技一つにつき正気度が1下がる。
特技
「暴力」「情動」「知覚」「技術」「知識」「怪異」の六つの分野で、それぞれ11個ある。ここから、職業によって指定された二つと、自分で選択する四つの計六つを習得する。その後、好奇心がある分野を一つ選んで両脇のギャップを埋め、恐怖心を持つ特技を一つ選ぶ。
使命と秘密
シナリオごとに各PCの「使命」と「秘密」が設定されている。「使命」は全員に公開されているが、「秘密」は条件が満たされなければ公開されない。「秘密」に「真の使命」がある場合は、そちらが果たすべき使命となる。

## 判定方法
行為判定はサイコロ・フィクションという汎用ルールを利用している。
目標の特技が自分の好奇心分野にあるなら、生命力か正気度を一点消費して再判定が可能。
六ゾロが出れば「スペシャル」で、生命力か正気度を一点回復できる。
一ゾロが出れば「ファンブル」で、狂気カード一枚を受け取る。

## 特殊ルール
ショック
情報を取得したことにより、正気度を一点減らす。
恐怖判定
指定された特技を目標に判定する。失敗すると狂気カードを一枚受け取る。目標の特技が自分の「恐怖心」の特技と一致した場合、判定にマイナス補正が発生する。
狂気カード
恐怖判定に失敗する度に受け取っていくカード。裏向きで三枚まで溜められる。カードごとに発動のトリガーが設定されている。トリガーが満たされるか、四枚目を受け取ると発動する。あらかじめ準備されたカードが全て無くなると、その時点でゲームオーバーとなる。
回想シーン
クライマックスフェイズの戦闘シーンで、自分の秘密を公開する。これにより、補正を受ける。

## ゲームの進行
プレイヤーの行動を均等にするため、「サイクル」ルールが用いられる。

### 導入フェイズ
事件の発端の場面を描写する。

### メインフェイズ
「ドラマシーン」か「戦闘シーン」を行う。全員が行動すると1サイクルが経過する。

#### ドラマシーン
調査判定、回復判定、感情判定のいずれかを行う。
調査判定
公開されているハンドアウト、他のPCの「秘密」「居所」「精神状態」のいずれかを調査する。
回復判定
自分の生命力か正気度を回復する。もしくは自分以外のPCの持つ、未公開の狂気カードを一枚取り除く。
感情判定
自分以外のPCと互いに感情を結ぶ。感情を結ぶことで、様々な補正が得られる。

#### 戦闘シーン
「居所」を知っているキャラクターに戦闘を仕掛ける。戦闘参加者に【感情】を持っているキャラクターは乱入することができる。
参加するキャラクターは1－6の値で「プロット値」を決める。プロット値の大きいキャラクターから行動を処理していくが、プロット値が大きいほど攻撃の回避のための目標値も高くなる。また、プロット値が同じになったキャラクターはバッティングとなり、全て1点のダメージを受ける。但し【危険察知】を持っているなら回避可能。プロット値は【戦場移動】のアビリティを使用しない限りは、フェイズ開始時から変化しない。
メインフェイズ中の戦闘の場合、1点ダメージを受けたキャラクターはその場で脱落する（バッティングのダメージも同様）。
戦闘の勝者は、敗者を1人選んだ上で以下から一つを選ぶことができる。
1. 【秘密】【居所】【精神状態】のうち1つの情報の獲得
2. そのキャラクターの持っている【プライズ】の獲得
3. 自分に対する好きな【感情】を獲得させるか、自分から敗者に対する好きな【感情】の獲得
4. 敗者に【狂気カード】を1枚獲得させる

### クライマックスフェイズ
条件を満たすか、一定のサイクルが経過すると突入する。事件の黒幕との戦闘、もしくは怪異を鎮める儀式を行う。

## 書誌情報
- 『マルチジャンル・ホラーRPG インセイン』　新紀元社〈Role&Roll Books〉、2013年。 ISBN 978-4775312728
- 『インセイン2 デッドループ』　新紀元社〈Role&Roll Books〉、2014年。 ISBN 978-4775311769
- 『インセイン シナリオ集　ディオダディ荘の怪奇談義』　新紀元社〈Role&Roll RPG〉、2015年。 ISBN 978-4775313381
- 『インセイン3 インセインSCP』　新紀元社〈Role&Roll RPG〉、2016年。 ISBN 978-4775314104
- 『インセイン シナリオ集 ブラックデイズ』　新紀元社 〈Role&Roll RPG〉、2020年。 ISBN 978-4775318133

## 関連商品
- 『インセインカード 〜狂気編〜』　ゲームに用いる狂気カードの商品版。カード60枚、説明書1枚(ボックス入り)。